# Jüdischer Friedhof (Ehrenfeld)

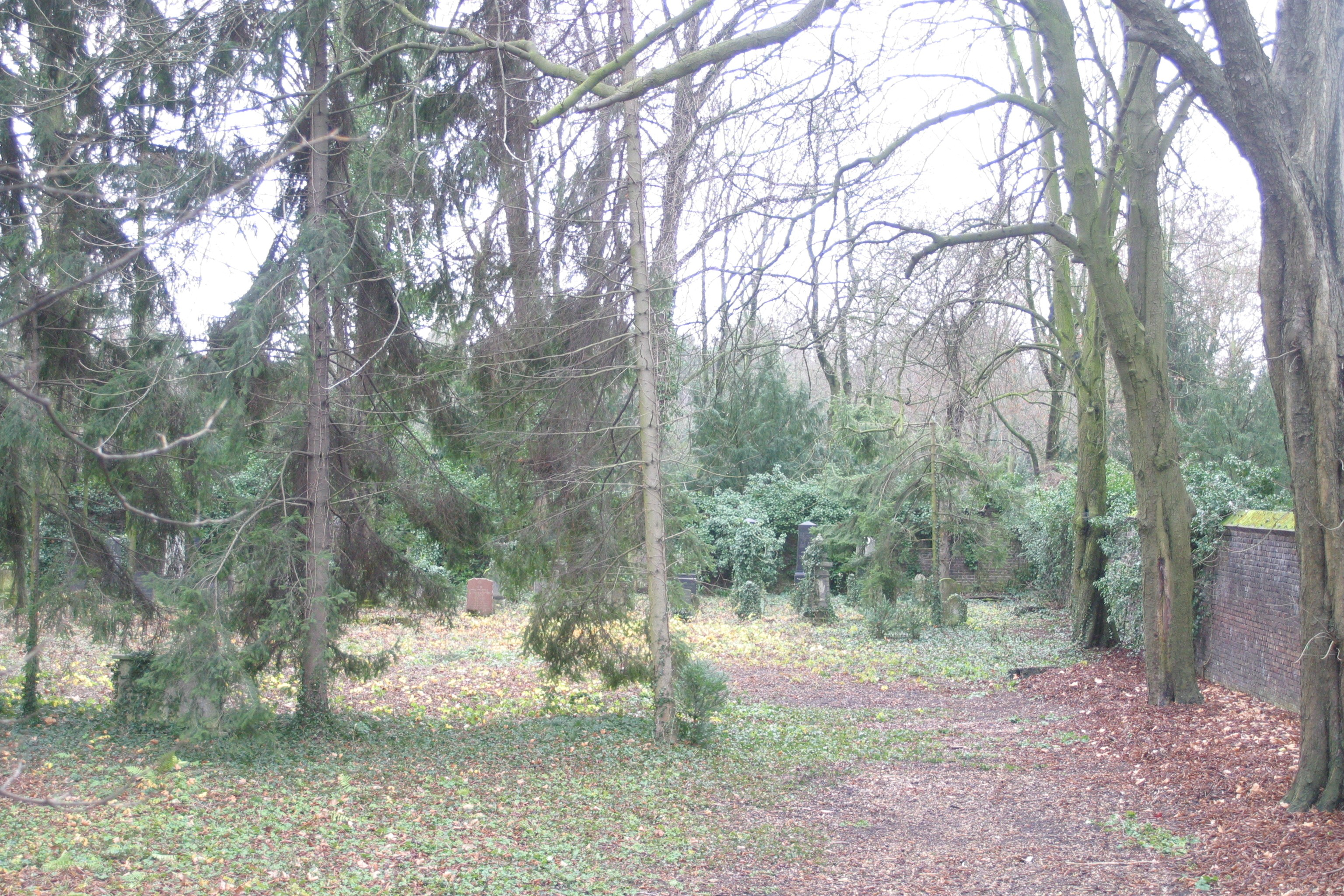
Der jüdische Friedhof (2011)

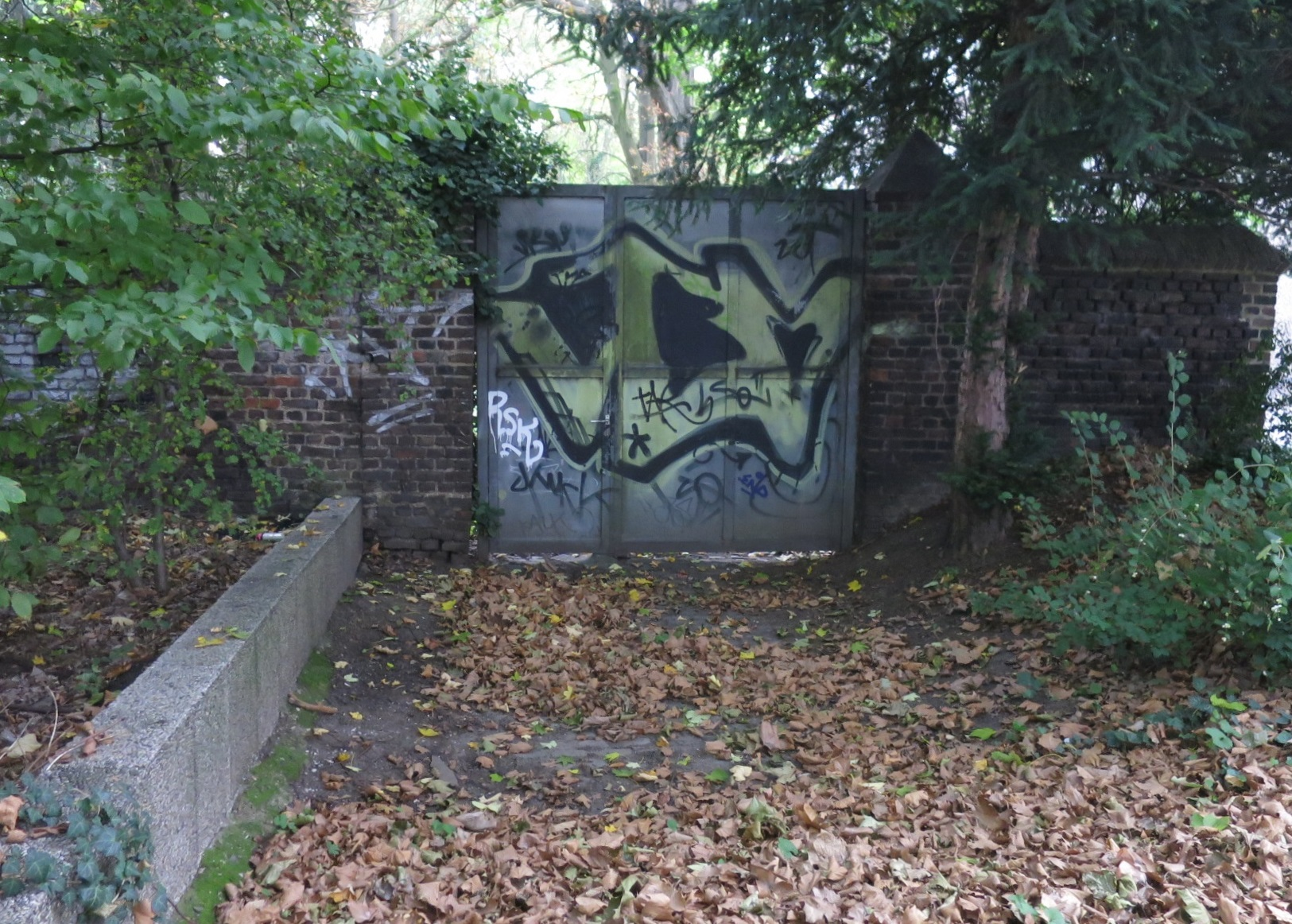
Eingang zum Jüdischen Friedhof

Der bis heute nach der einstigen jüdischen Gemeinde im bis 1888 eigenständigen Ehrenfeld benannte jüdische Friedhof Ehrenfeld befindet sich an der nördlichen Grenze des Stadtteils Lindenthal im Stadtbezirk Köln-Lindenthal in Nordrhein-Westfalen. Als jüdischer Friedhof ist er ein Baudenkmal und seit dem 21. März 1996 unter der Denkmalnummer 7821 in der Denkmalliste eingetragen. Er hat eine Größe von rund 2.500 m² und grenzt von zwei Seiten an den Friedhof Melaten und den alten Ehrenfelder Friedhof. Der Eingang befindet sich am Melatengürtel neben dem gerichtsmedizinischen Institut.
Der Friedhof wurde 1899 für die jüdische Bevölkerung der damals noch selbstständigen Gemeinde Ehrenfeld angelegt; die letzte Beerdigung erfolgte 1938. Die während des Reichspogroms zerstörte Friedhofshalle wurde nach dem Krieg nicht wieder aufgebaut. 
Seit 1958 befinden sich hier auch die 225 Grabstätten und 45 Grabsteine des aufgehobenen Friedhofs Zülpich. Die Umbettung der Grabstätten war notwendig infolge des expandierenden Braunkohlentagebaus bei Zülpich. Der Friedhof ist von außen nicht einsehbar und für die Öffentlichkeit nur im Rahmen einer offiziellen Führung zugänglich. Eigentümer und Verwalter ist die Synagogen-Gemeinde Köln.